# اپل ولی (مینه‌سوتا)
اپل ولی (به انگلیسی: Apple Valley) شهری در شهرستان داکوتا ایالت مینه‌سوتا در کشور ایالات متحده آمریکا است که جمعیت آن در سرشماری سال ۲۰۱۰ میلادی، ۴۹۰۸۴ نفر بوده‌است.